# E quei briganti neri
E quei briganti neri è un canto partigiano cantato nell'Ossola. Molto popolare tra i canti della Resistenza italiana, il testo deriva da un canto dedicato all'anarchico Sante Caserio, "Le ultime ore e la decapitazione di Sante Caserio", da cui riprende alcuni elementi.
Il testo fu composto nel 1944, e adattò alla situazione storica del momento le parole del brano composto nel tardo Ottocento.. Il testo è incentrato sul destino del condannato a morte che si sacrifica contro la tirannia.
Diversi gli interpreti che negli anni hanno interpretato questo canto popolare, tra cui Fausto Amodei e Michele Straniero